# بير باركلي
بير باركلي (بالألمانية: Per Barclay) (و. 1894 – 1983 م) هو ممثل، من السويد، ولد في السويد، توفي عن عمر يناهز 89 عاماً.

## أعمال بارزة
من أهم أعماله:
- Untitled.

## وصلات خارجية
- بير باركلي على موقع IMDb (الإنجليزية)